# Pterocymbium micranthum
Pterocymbium micranthum är en malvaväxtart som beskrevs av Gottfried Wilhelm Johannes Mildbraed. Pterocymbium micranthum ingår i släktet Pterocymbium och familjen malvaväxter. Inga underarter finns listade i Catalogue of Life.